# Route nationale 595
Pour les articles homonymes, voir Route 595.
La route nationale 595 ou RN 595 était une route nationale française reliant Rodez aux Vignes. À la suite de la réforme de 1972 et de la modification du tracé de la RN 88, elle a été déclassée en RD 995, à l'exception du tronçon de Rodez à Sévérac-le-Château qui a été renommé RN 88.

## Ancien tracé de Rodez aux Vignes (N 88 et D 995)
- Rodez
- Laissac
- Gaillac-d'Aveyron
- Recoules-Prévinquières
- Lapanouse
- Sévérac-le-Château
- Le Massegros
- Saint-Rome-de-Dolan
- Les Vignes